# Советская улица (Липецк)
Сове́тская у́лица — магистраль в Советском округе города Липецка. Проходит от площади Революции до площади Победы. Пересекает улицы Скороходова, Фрунзе, Ворошилова, Горького, Крайнюю. К нечётной стороне примыкает улица Пушкина. Параллельно проходят улицы Первомайская и Льва Толстого.

## История
Улица сформировалась в процессе коренной перестройки Липецка в 1-й половине XIX века при реализации генерального плана города, утверждённого в 1805 году. Являлась одной из важнейших магистралей города. Вела к городским воротам, находившимся в районе нынешней площади Победы, откуда начиналась дорога в Воронеж. Отсюда и первоначальное название улицы — Воро́нежская.
В 1804 году в конце улицы по чётной стороне была разбита Воронежская роща, ставшая одним из первых парков Липецка.
Нынешнее название дано 23 января 1924 года по советской власти, пришедшей в Липецк (на площади Революции, откуда начинается улица, есть памятник с фамилиями революционеров). Первоначально в 1918 году в городе Советской была названа бывшая Дворянская улица. Но после смерти В. И. Ленина она получила его имя (см. Улица Ленина (Липецк)), а Воронежская улица стала Советской.
В 1929 году в Воронежской роще основан Механический завод, в дальнейшем выросший в Липецкий станкостроительный завод.
По оси Советской улицы в 1950-х годах стояла монументальная Доска почёта, куда заносились лучшие предприятия. Она находилась в Ленинском сквере (на площади Революции). На противоположной стороне находился Сталинский сквер с фонтаном и памятником И. В. Сталину; сквер существует и сегодня.
Тогда же на углу Советской улицы и улицы Фрунзе располагались здания горисполкома, МВД и КГБ. На месте нынешнего кафе «Сказка» были магазины. На углу Советской и Крайней улиц стояла кирпичная водонапорная башня.
Через реку Липовку, которую пересекает улица, в 1948 году был перекинут арочный мост, на который после войны поставили обелиски с барельефами на военную тематику. В конце 1980-х годов прошла реконструкция площади Революции, тогда же мост расширили.
В первой половине XX веке на Советской улице, 22, построили здание городской библиотеки. В дальнейшем до 1991 года его занимал Липецкий горком КПСС. Сегодня в нём находится Липецкий городской совет депутатов. Здание имеет статус .
В 1966 году на углу с улицей Фрунзе (Советская ул., 5) было построено новое здание Липецкого горисполкома; ныне здесь размещается основная часть администрации Липецка.
В 1970-е годы по проекту архитектора Г. М. Александрова 2-этажные деревянные дома на углу с улицей Фрунзе были снесены, а на их месте в 1982 году построен Дом Союзов (Советская ул., 7). На берегу с Липовкой по проекту Л. А. Найденковой возвели 5-этажное административное здание, на первом этаже которого разместили некогда популярное детское кафе «Сказка» (в 2006 или 2007 году вместе кафе сделали клуб «Скаzка»).
В 1971 году на Советской улице, 26, открылась городская поликлиника № 1.
В доме № 13а располагается управление ФСБ РФ по Липецкой области.
Кроме объектов и учреждений, информация о которых приведена выше, Советская улица насыщена различными предприятиями торговли, образования, здравоохранения, бытового обслуживания, связи, спортивными и развлекательными объектами. В значительной степени они расположены на нижних этажах жилых зданий.

## Памятник
15 июля 2006 года на Советской улице у Драматического театра установили памятник городскому голове почётному гражданину Липецка М. А. Клюеву.

## Транспорт
- К домам начала улицы — авт. 2, 6, 12, 27, 28, 30, 36, 302, 308к, 315, 330, 352, ост.: «Пл. Революции»; авт. 2, 9т, 12, 302, 306, 315, 322, 325, 330, 352, 359 ост.: «Театральная пл.».
- К домам середины улицы — авт. 2, 6, 12, 27, 30, 36, 302, 308к, 315, 330, 352, ост.: «Стадион „Металлург“», «Ул. Горького».
- К домам конца улицы —авт. 1, 2, 2т, 6, 8, 9т, 12, 17, 17а, 27, 30, 35, 36, 37, 40, 40а, 300, 308к, 315, 317, 321, 323, 330, 332, 343, 347, 352 ост.: «Пл. Победы», «Центральный рынок».